# 頭蝦綱
頭蝦綱（學名：Cephalocarida）是甲殼亞門下一綱像蝦的動物。它們最先是於1955年被發現，並先被分類到槳足綱之內。雖然從未有發現頭蝦綱的化石，大部份學者都相信它們是原始甲殼類。

## 特徵
頭蝦綱長2-4毫米，身體幼長。它們的頭部較大，後邊覆蓋著第一胸節。它們沒有眼睛，可能是與棲息在泥中有關。第二對觸角在口器之後。
頭蝦綱的口器位於上唇之後，兩側有顎。第一對小顎非常細小，第二對與胸足有相同的結構。胸足的基底部份較大，內側有外長物方便運動，內支呈叉狀，有兩個外葉。小顎與胸足有相似的結構及功能，即小顎並未專門化，正是頭蝦綱較為原始的跡象。
頭蝦綱的胸部有10節，腹部有尾節但沒有其他附肢。

## 生態
頭蝦綱棲息地從潮間帶到水深1500公尺都有。它們吃水中的碎屑。它們會用胸足製造水流，將食物帶到身邊。食物會沿腹溝被推向前進入口器。